# Jessica Wild
José David Sierra, més conegut com a Jessica Wild (nascut el 10 de juny de 1980), és una drag queen porto-riquenya, maquilladora professional i personalitat de la televisió de realitat, més coneguda per ser concursant de la segona temporada de RuPaul's Drag. carrera.

## Biografia
Wild va néixer a San Juan, però es va criar a Caguas, Puerto Rico. És el petit de tres germans. Va començar la seva carrera drag l'any 1998 a locals gais locals de San Juan com Krash (també conegut com Eros) i Starz. El seu nom de drag prové d'una noia amb qui va sortir quan era adolescent i "Wild" prové d'un adjectiu que utilitzava per descriure les seves actuacions de dansa. Cita les seves inspiracions com Madonna, Gloria Estefan, Lady Gaga, Jennifer Lopez, Olga Tañón, Gloria Trevi, Mónica Naranjo i Thalía.

## Televisió
Wild va guanyar una votació en línia per convertir-se en membre del repartiment de la segona temporada de la popular sèrie de realitat de Logo, RuPaul's Drag Race, que es va estrenar a la xarxa el febrer de 2010. Va ser eliminat en el setè episodi de la temporada, que es va emetre per primera vegada el 22 de març de 2010.
A més de la seva participació a RuPaul's Drag Race, Wild (juntament amb la concursant de la primera temporada, Nina Flowers) ha actuat al popular programa de televisió de Puerto Rico Objetivo Fama, que s'emet als Estats Units i Amèrica Llatina. També ha fet aparicions a No te Duermas i altres programes i especials de televisió local. Va estar en un anunci d'Absolut Vodka entre una sèrie amb altres reines de la segona temporada el 2011. L'agost del 2015, Wild, juntament amb altres 29 Drag Queens, van actuar en directe amb Miley Cyrus a l'MTV VMAS.
El 2022, Jessica Wild va aparèixer a l'actuació de Jennifer Lopez als iHeartRadio Music Awards 2022.